# Аникинцы (Мулинское сельское поселение)
Аникинцы — деревня в Нагорском районе Кировской области в составе Мулинского сельского поселения.

## География
Находится на расстоянии примерно 9 километров по прямой на северо-восток от районного центра поселка Нагорск.

## История
Упоминается с 1678 года. В 1764 году учтено 57 жителей. В 1873 году отмечено дворов 6 и жителей 66, в 1905 13 и 95, в 1926 24 и 144, в 1950 29 и 142 соответственно. В 1989 году учтено 110 жителей.

## Население
Постоянное население  составляло 6 человек (русские 100%) в 2002 году, 3 в 2010.